# Tout pour l'amour (film)
Pour les articles homonymes, voir Tout pour l'amour.
Pour plus de détails, voir Fiche technique et Distribution.
Tout pour l'amour ou (Ein Lied für dichest) un film franco-allemand réalisé par Henri-Georges Clouzot et Joe May, sorti en 1933.

## Synopsis
Un ténor réussit à ravir le cœur d'une jeune fille qui s'apprêtait à devenir la femme d'un directeur d'opéra.

## Fiche technique
- Titre français : Tout pour l'amour
- Titre Allemand : Ein Lied für dich
- Réalisation : Henri-Georges Clouzot et Joe May
- Scénario : Rudolph Bernauer, Ernst Marischka et Irma von Cube
- Adaptation et dialogue : Henri-Georges Clouzot et Louis Verneuil
- Photographie : Otto Kanturek et Bruno Timm
- Montage : Constantin Mick
- Musique : Walter Jurmann et Bronislau Kaper
- Société de production :  UFA - Babelsberg Film
- Production : Walter Jurmann, Arnold Pressburger et Gregor Rabinovitch
- Pays d'origine :  France /  Reich allemand
- Format : Noir et blanc - 1,37:1 - Mono
- Genre : Romance, comédie musicale
- Durée : 93 minutes
- Date de sortie : France 1933

## Distribution
- Jan Kiepura : Ricardo Gatti
- Claudie Clèves : Lixie
- Charles Dechamps : Baron Kleeberg
- Lucien Baroux : Charlie
- Betty Daussmond : La tante
- Pierre Magnier : Le père
- Charles Fallot : Le maître d'hôtel
- Jean Martinelli : Théo
- Colette Darfeuil : Un dame à Monbijou

## Article annexe
- Liste de longs métrages allemands créés sous le Troisième Reich